# Spotter (automobilismo)

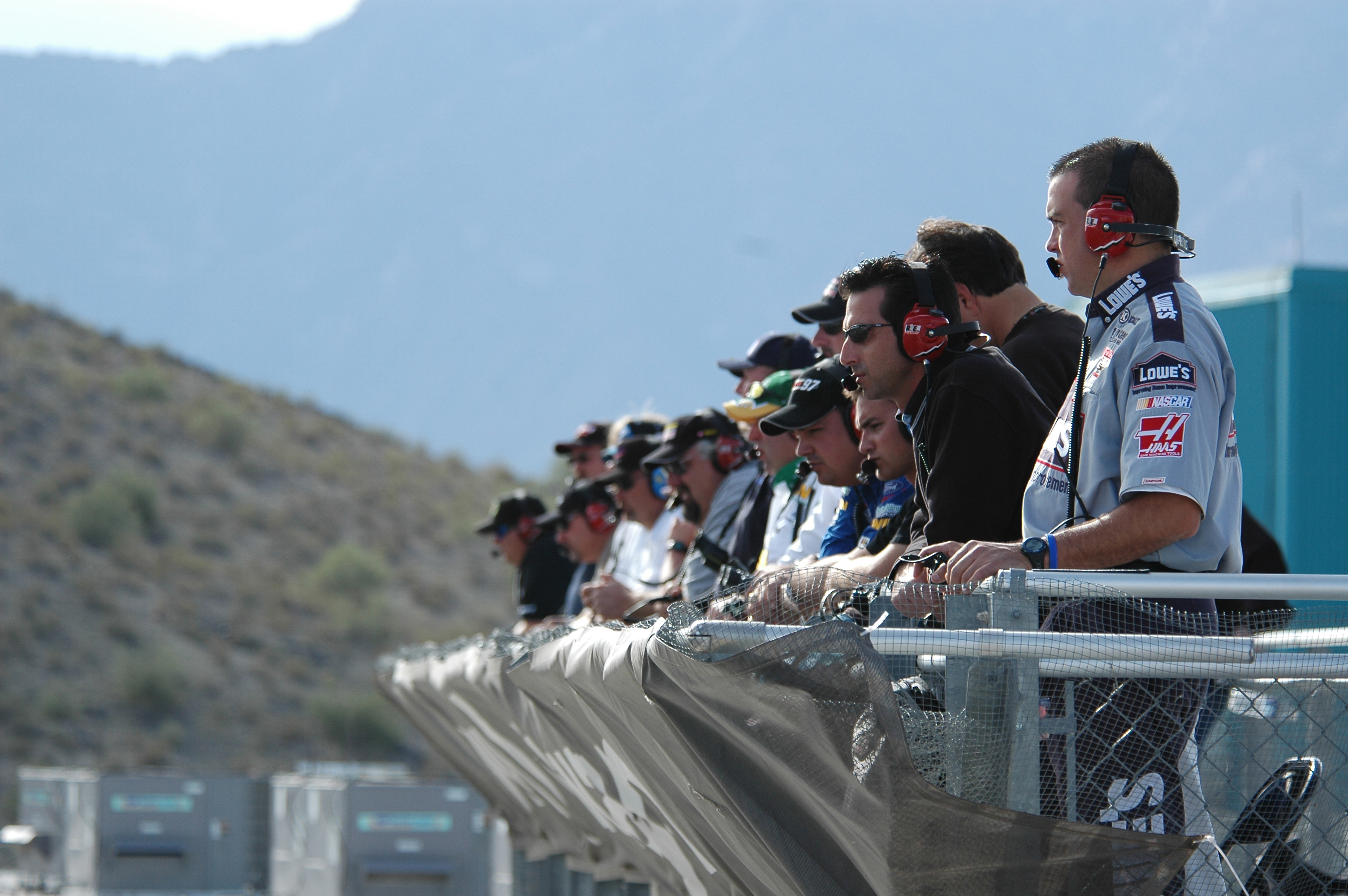
Spotters em uma corrida da NASCAR.

Spotter é um membro de uma equipe de automobilismo cuja função é dar informações sobre a situação da corrida ao piloto via rádio, costumam ser usados em circuitos ovais e se localizam em algum ponto alto do circuito.
São considerados os olhos do piloto e são um importante recurso para a segurança, costumam informar sobre outros carros que se aproximam ou ituações de pit stops, em alguns circuitos grandes como Daytona, Talladega, e Indianapolis as equipes utilizam mais de um spotter em locais diferentes.

## História
Os spotters começaram a ser usados pela NASCAR e pela CART a partir da década de 1980, no início de um jeito informal, na década de 1990 foram padronizados com áreas exclusivas nos cirtuitos e devido as preocupações com segurança, tornaram-se obrigatórios.